# 颔龙桥
颔龙桥 (越南语：／），也译作“龙颚桥”，美国按照附近城市称之为“清化桥”。是越南的南北铁路与国道1号横跨马江的大桥，位于清化市东北3英里（4.8）。从1965年起，就是越南战争美国空军与海军航空兵最重要的轰炸目标。但直至1972年才成功炸毁该桥。 

## 桥梁
法属印度支那当局于1904年建成。1945年被越盟破坏。1957年，越南民主共和国政府开始重建，至1964年建成。最终桥梁长540英尺（160）,宽56英尺（17）。

## 滚雷战役
从1965年4月3日开始的轰炸北越的滚雷战役中，美国空军和美国海军进行871次空袭，损失11架飞机，仍未能摧毁该桥中断交通。1968年11月1日宣布停炸北越后的4年里，北越人对该桥大加改进，使之成了通往南部的干线桥梁。

## 炸断
1972年3月30日，北越开始发动春夏攻势。1972年4月6日，美军飞机开始飞过一七線非軍事區，恢复轰炸北越运输线。
1972年4月27日，12架F-4从泰国乌汶空军基地起飞。由于当天云层密布，激光制导炸弹（LGB）无法使用，只投掷了电视制导滑翔炸弹（EOGB）。事后侦拍显示，此次轰炸对颔龙桥造成了大面积破坏，已经无法用于车辆通行。5月13日，14架F-4携带2000磅和3000磅的激光制导炸弹以及常规炸弹，再次对该桥进行轰炸。该桥再次受到严重损伤，西侧桥梁被完全炸离桥基。
尽管桥梁已经严重受损，但由于担心北越的修复速度，美军仍继续对该桥进行轰炸。其中空军又进行了2次轰炸，海军又进行了11次轰炸。10月6日，美军再次进行轰炸行动。来自美利坚号航空母舰的舰载机联队执行了任务，A-6攻擊機进行了防空火力压制，随后4架A-7攻擊機对桥梁进行了轰炸。其中两架A-7携带了2000磅AGM-62滑翔炸彈，另两架携带了2000磅Mark 84通用炸弹。此次轰炸使得该桥从中间断成两截。1972年10月23日，尼克松总统宣布停止轰炸北越。

## 后续
1973年，该桥被修复。2000年，旁边的新桥Hoàng Long桥投入使用。颔龙桥如今成为清化的旅游景点。